# Колумністика
Колумністика — сукупність творів, опублікованих за певний час в авторській колонці. Щодо цього поняття між ученими та журналістами точиться суперечка щодо остаточного визнання, але вони погоджуються, що колумністика є поєднанням ознак різних жанрів, а також синтезом жанру та форми журналістського тексту. Світова журналістика вважає колумністику самостійним твором.

Попередницею української колумністики можна назвати колонку редактора, яка була неодмінною в радянських ЗМІ.

Обов'язковою вимогою до колумністів є індивідуальний стиль, чітко оформлена авторська думка та чіткий незмінний напрямок думок.

Колумністами можуть стати: відомі люди, яким довіряють редакція та читачі, хоч вони можуть і не мати філологічної чи журналістської освіти; люди із літературних кіл чи журналістської сфери, що мають особливий, унікальний стиль письма, який привертає до себе увагу та зацікавлює;
фахівці в певній галузі, які можуть відповідати часто на листи читачів.

Серед українських колумністів слід зазначити Андрія Бондара, Андрія Кокотюху, Віталія Жежеру, Віталія Коротича, Ладу Лузіну, Людмилу Засєду, Миколу Рябчука, Світлану Пиркало, Сергія Жадана, Тараса Прохасько, Юрія Андруховича.

Найвідоміші колумністи видають вибрані твори з авторських колонок окремими книжками, наприклад: «Хроніки від Фортінбраса» О. Забужко, «Диявол ховається в сирі» Ю. Андруховача, «Авторська колонка» В. Жежери тощо.

## Колумністика як наука
Колумністика як наука, займається дослідженням статей і колонок, які публікуються у загальнодоступних ЗМІ. Вона вивчає написання та редагування статей, а також їх вплив на читачів та обговорення їх у суспільстві. Колумністика також аналізує роль ЗМІ у суспільному житті та їх вплив на образ мислення людей. Колумністика також досліджує взаємодію між ЗМІ та різними групами у суспільстві, такими як політичні партії, бізнес-спільноти та неправительственні організації. Існує багато різних тем, які досліджуються у колумністиці, таких як написання новин, реклама, політика та соціальна відповідальність. Колумністика є важливою наукою, яка допомагає нам розуміти, як ЗМІ впливають на нашу політику та наше громадянське суспільство, і як це впливає на нашу культуру та суспільство в цілому. В сучасному суспільстві, колумністика є наукою, яка має велике значення, оскільки ЗМІ грають важливу роль у нашому житті та суспільному дискурсі.